# Mola (servizio di streaming)
Mola (precedentemente Mola TV) è un servizio di streaming video on demand e over-the-top indonesiano. È gestito da Djarum (attraverso la controllata Polytron) e ha sede a Giacarta.
Detiene i diritti di trasmissione di eventi sportivi e offre anche una libreria di film e serie televisive, inclusa una programmazione originale.

## Storia
Nell'ottobre 2018, Mola ha acquisito i diritti di trasmissione per la Premier League in Indonesia e Timor Est fino al 2022. I diritti erano precedentemente detenuti da beIN Sports.
Il 15 ottobre 2021, Mola ha ufficialmente annunciato la propria espansione in Europa e Sud-Est asiatico. Il servizio di streaming è stato reso disponibile in Regno Unito, Italia, Singapore e Malaysia a partire dal 29 ottobre 2021. L'offerta iniziale prevedeva parte della programmazione originale (inclusa la serie di concerti Mola Chill Fridays) insieme ad alcuni eventi sportivi che Mola ha organizzato in Indonesia.
Nel 2021 Mola diviene sponsor di maglia del club calcistico italiano Como 1907 (di fatto controllato dal gruppo Djarum), acquisendo altresì i diritti di diffusione delle partite della squadra e dei contenuti di Como TV, la web-tv ufficiale del club.
Dal 3 aprile 2023, per usufruire del servizio è necessario sottoscrivere un abbonamento mensile.